# Godtfred Kirk Christiansen
Godtfred Kirk Christiansen (8 de julio de 1920 - 13 de julio de 1995) fue presidente y director de la empresa LEGO, empezando en el año 1958 (año de la muerte de su padre) y terminando en el año 1979 (año en que su hijo se hizo cargo de la empresa).

## Biografía
Godtfred Kirk Christiansen fue hijo de Ole Kirk Christiansen. A finales de los años 30, Godtfred diseñó varios tipos de vehículos de madera. En el año 1947 nació su hijo Kjeld Kirk Kristiansen. Dos años después, Godtfred inventó las piezas de plástico interconectables, que dieron más fama a la empresa. En 1953 se les llamó «ladrillos LEGO» a las piezas de plástico. En 1954 Godtfred Kirk Cristiansen se había convertido en director administrativo de la famosa empresa LEGO. Se inventó en 1957 el «sistema de unión tachón-tubo», que un año después saldría al mercado. Este sistema ayudaba a los niños a construir sus modelos con más facilidad que con piezas de madera, como había sido lo habitual.

### Al mando de la compañía
En 1958 el gran fundador de la empresa Ole Kirk Christiansen falleció y Godtfred se hizo cargo de esta. En febrero de 1960 hubo un segundo incendio en la sección de juguetes de madera, por lo cual se canceló totalmente su producción en madera y se decidió concentrar todos los recursos en el plástico. En 1961 la empresa incluyó entre sus productos la rueda; al año siguiente llegaron las primeras ruedas a las tiendas cosa que ayudó a la empresa en su economía y popularidad, ya que ninguna otra empresa había tenido esta idea. En 1963 Godtfred descubrió un material que sería mejor para sus piezas: el acetato de celulosa. 
Tres años después se incluyeron más elementos de varios colores y tamaños. En ese año se produjo un total de 760 millones de elementos LEGO. En 1968 Godtfred vio la creación del primer Legoland situado en Billund. La empresa y Godtfred inventaron en 1967 los productos de DUPLO, para niños menores de cinco años.
En 1974 el Grupo Lego y Godtfred decidieron agregar habitantes al Mundo LEGO, pero estos tenían el gran defecto de que las piernas no se podían mover; sin embargo, todo lo demás estaba muy bien hecho. En 1977 se permitían realizar modelos mecánicos motorizados. En el año 1972, Kjeld Kirk Kristiansen, hijo de Godtfred Kirk, se unió al equipo administrativo de la compañía LEGO. Godtfred Kirk Cristiansen dirigió LEGO desde 1958 hasta 1979 (en 1979 se hizo cargo de la empresa su hijo Kjeld).

### Vida personal
Godtfred era conocido por ser el hijo de Ole Kirk Christiansen, fundador de la empresa Lego, y por ser el segundo al mando de la compañía. Se casó con Edith Kirk Christiansen y tuvo tres hijos: Gunhild Kirk Johansen, Hanne Christensen y Kjeld Kirk Kristiansen, este último futuro sucesor de la empresa.